# 지보인 미시치
지보인 미시치(세르비아어: Живојин Мишић / Živojin Mišić, 1855년 7월 19일 ~ 1921년 1월 20일)는 세르비아의 군인이다.
세르비아 콜루바라 구(세르비아어: Колубарски округ / Kolubarski okrug)에 속하는 미오니차(세르비아어: Мионица / Mionica)라는 곳에서 태어났다. 그는 1874년부터 1918년까지 육군에서 근무하였으며, 최종 계급은 원수(元帥, Field Marshal)였다.
그는 오스만 제국과의 전쟁에 처음으로 참가했으며, 세르비아-불가리아 전쟁, 발칸 전쟁, 제1차 세계 대전을 경험하였다. 제1차 세계 대전 당시 콜루바라 전투에서 오스트리아군을 27만여명이나 희생시키는 등 엄청난 전투 수완을 발휘했다. 전후 원수로 추서되었으며 1921년에 별세했다.

## 같이 보기
- 라도미르 푸트니크